# よこざわけい子
よこざわ けい子（よこざわ けいこ、1952年9月2日 - ）は、日本の声優、女優、ナレーター。新潟県新潟市中央区出身。芸能プロダクションゆーりんプロ代表取締役。旧芸名は横沢 啓子（読み同じ）。

## 経歴
中学校の英語教師であった横沢久八の娘として、新潟市に生まれる。
元々は声優志望ではなかったが、芸能界に入った切っ掛けは、両親が新潟方言で苦労した経験から娘には標準語を話してほしいと考え、児童劇団に入団させたため。劇団自体は入団後3年で解散したが、自身はその間に得た知遇でラジオドラマのレギュラーを担当していた。
幼稚園の時、バレエ、ピアノ、図画を習っていたが、ピアノは嫌いでバレエもあまり好きではなく図画だけは好きであった。その頃から音楽は嫌いなものであったという。
中学、高校時代、役者を意識したことについては学芸会などで、舞台をふむと、快感があったが、その程度であった。容姿に自信があったら、女優になりたかったが、自信がなかったため、「別にそういう道は……」と思っていた。ただし、両親が、「せっかくそういうものをやってきたんだから、アナウンサーとか、そういうのになりなさい」と言っていたという。
中学時代に、タイムトンネルなどが流行していた頃で、そういうのに憧れて、白衣を着たく、科学者になりたかったという。その時、「なるなる」と言っていたところ、母が教師に言いつけてしまい、教師に呼ばれ、「キミはアナウンサーになった方がいいと思うよ」と言っていた。
新潟県立新潟高等学校卒業。「自分がやってきたことを生かせる声優になろうかな」と思い、幅広い役が演じられると考えて声優を志し、日本大学藝術学部放送学科に進学。声優の勝田久の勧めで俳協の「付属養成所」（現・俳協演劇研究所）に入り、養成所在籍中の1974年にNHK総合テレビドラマ『花ぐるま』でドラマデビュー。収録のため1年間は大阪府との往復をしなくてはいけない状況だったため、同大学藝術学部放送学科を1974年に中退。当初は顔出しのテレビドラマ出演が中心であった。
声優の仕事にシフトするきっかけになったのは、アグネス・ラムのCMの吹き替えであった。その時は声のイメージが合う人物がいなかったようで最後の最後に呼ばれていたが、吹き替えを担当することになったという。その後は当時所属していた東京俳優生活協同組合にも「声の仕事もやるんだ」と思ってくれたようであったという。
顔出しのテレビドラマの仕事と声の仕事の仕事も半々で受けていた時期もあった。しかしテレビドラマにかかる時間が多くなってしまい、両立は少し難しいということになり、本来したかった声優の仕事を中心にしていくことにしていた。声優業を開始した当初はNHKで放映されていた洋画吹き替えが中心であったという。
1975年に『タイムボカン』で声優デビュー。初レギュラーは『ドカベン』の京子役。初ヒロインは『ポールのミラクル大作戦』のニーナ役。
1979年からテレビ朝日版『ドラえもん』でドラミを演じ、2005年の声優陣一新まで務めた。1982年には『おかあさんといっしょ』の人形劇『にこにこぷん』のぴっころ役に抜擢され、10年に渡って演じた。この他、1980年代の数多くの作品で主役・ヒロイン役を担当した。
声優の演技だけでなくナレーションがしたかったことがきっかけで、東京俳優生活協同組合を経て、1988年にゆーりんプロを設立。以後は声優活動の第一線からは退き、自身が経営するよこざわけい子 声優・ナレータースクールでの後進の指導に主軸を移す。独立して事務所を設立することになった時に「自分の手でいちから育てた人に所属してほしい」との思いから、同時にスクールも立ち上げたという。
「ゆーりんプロ」の名は、自身の娘のために作った絵本「雪ん子ゆーりん」に由来しており、公式サイトの写真では過去に声をあてたぴっころの着ぐるみと共に写っている。「ゆーりんプロ」所属の俳優、養成所研究生らによって行われる演劇公演の脚本、演出も手がける。

## 人物・エピソード
声種はソプラノ。ちょっと甘ったるい声を持つ。
アニメでは明るくておきゃんな女の子役で知られる。
演じている時に気を付けていることはその役になりきるようにしている。役作りのために普段から気を付けていることは、前もってオーディションがあるため、その時に役を作っている。あとは収録当日に台本をもらい、「あぁ、こういう話なんだ」と思っており、あっという間に収録が終わってしまう感じだという。
原作のある役を演じる場合、、オーディションまでに原作をしっかり見て勉強している。原作のないオリジナルのアニメーションの場合はオーディション現場に置いてあるキャラクターの絵を見て「自然に出したくなるような声」で臨んでいるという。
声優デビューした当初から「藤子アニメの主役を獲得する」「子供向け番組に出演する」ことを目標としていたが、30代までに希望が叶い、ゆーりんプロのスクール設立を機に自身で演じる機会は一区切りつけたと語っている。
『天空の城ラピュタ』のシータ役を担当した際、監督の宮崎駿から演技について苦言を呈された一方、『エスパー魔美』の佐倉魔美を担当した際は作者の藤子・F・不二雄から「（声や演技が）健康的で良い」と評されたという。
中学時代は軟式テニス部に所属。大学時代はフィギュアスケートクラブに所属していたが、足を少し上げて滑べる程度と述べている。
妹がいる。夫はテトラポットをどのように設置すれば侵食しないかを分析するほか、人工海浜を作ったり、設計、コンサルタントを行う企業に勤めているサラリーマンである。前述の通り、娘がいる。

## 演じたキャラクターについて
- 『にこにこぷん』のぴっころは10年間演じているうちに、声が地声だということもあり、イコールになったと語っている[16]。
- 『THE かぼちゃワイン』のエルは自身とは全く異なる見た目の大きな女の子だったため、役をものにするのにかなり苦労したが、それだけ印象の深い作品になったと語っている[16]。
- 『はいからさんが通る』の花村紅緒は、個人的に強く志望していた役だったが、同局の同時間帯で放映していた『若草のシャルロット』でヒロインを演じていたため、2作品連続でのヒロイン役は前例が無いということでオーディションを受かったものの落選してしまった。しかし再オーディションをしてもイメージに合う声優がいなかったので、最終的に自身が演じさせてもらえることになったと語っている[17]。
- 『エスパー魔美』の佐倉魔美役に選ばれた時は本当に嬉しかったと語っている。藤子不二雄作品と言えば自身の中でステータスであり、その主役に至ってはベテランの声優しか選ばれないと思っていたので、出演することが自身にとっての目標の1つだった。それまでは自身の実力よりも1歩先の演技を振られることが多かったが、様々な経験を繰り返してきたことによりちょうど演技に自信がもてるようになった時期に得た役なので、「本当に楽しく演じさせていただいた」と述べている[18]。
- 同じく藤子作品の『ドラえもん』のドラミちゃんは、優等生で可愛らしいが1歩間違うと嫌味な役になると憂慮していた。しかし設定を変えることはできないので、極力鼻に付かないように可愛らしさを強調して演じたと述べている[18]。
- 『天空の城ラピュタ』も自身にとっては代表作であるが、時間をかけて次第に役を自身のものにできたテレビシリーズとは異なり、映画作品だと演じるのは単発のみであり、基本的に思い出としては浅くなってしまうが、日本を代表する宮崎駿作品に出演できたことは、現在でも自身の財産であると述べていた[18]。

## 出演
太字はメインキャラクター。

### テレビアニメ
1975年
- アンデス少年ペペロの冒険（リリー、チュッチュの姉、少女A）
- タイムボカン（1975年 - 1976年、クリステン、淳子〈代役〉、サッチ）

1976年
- ドカベン（1976年 - 1977年、京子、亜希子）
- 新ドン・チャック物語（ララ〈3代目〉）
- 母をたずねて三千里（ファナ・ガルシア）
- ブロッカー軍団IVマシーンブラスター（サチコ）
- ポールのミラクル大作戦（ニーナ）
- UFO戦士ダイアポロン（じゅんこ）

1977年
- あしたへアタック!（西すみえ）
- 一発貫太くん（戸馳五子・六子）
- 合身戦隊メカンダーロボ（敷島ミカ）
- シートン動物記 くまの子ジャッキー（ジル）
- 恐竜大戦争アイゼンボーグ（美幸、エレナ）
- 超合体魔術ロボ ギンガイザー（舞妓）
- 超電磁マシーン ボルテスV（ロザリア）
- ヤッターマン（マリア、マリー、マリ姫、アン）
- ろぼっ子ビートン
- 若草のシャルロット（シャルロット）

1978年
- 女王陛下のプティアンジェ（シェリー）
- はいからさんが通る（花村紅緒）
- ペリーヌ物語（メルカ）
- 星の王子さま プチ・プランス（1978年 - 1979年、ハンナ、サテン、グリンカ）

1979年
- 円卓の騎士物語 燃えろアーサー（1979年 - 1980年、マリーネ）
- 科学冒険隊タンサー5（神秘瑠維〈ルイ〉）
- こぐまのミーシャ（1979年 - 1980年、ミーシャ）
- シートン動物記 りすのバナー（スー）
- ゼンダマン（ヒミコ、鶴）
- ドラえもん（テレビ朝日版第1期）（1979年 - 2005年、しずかの母〈初代〉、フー子、ロボ子、ドラミ、星野スミレ、佐倉魔美、ネズミ、正直太郎、アーレ・オッカナ 他）
- 花の子ルンルン（エレーヌ）
- まえがみ太郎（お姫様）
- 野球狂の詩（夕子）
- ルパン三世 (TV第2シリーズ)

1980年
- 宇宙戦士バルディオス（1980年 - 1981年、ジェミー星野）
- 科学忍者隊ガッチャマンF（ルシー）
- キリン明日のカレンダー（アシスタント、OL）
- 銀河鉄道999（1980年 - 1981年、花子、ナヤ、ゾーヤ、ミライ）
- スーキャット（マリア三毛村）
- ずっこけナイトドンデラマンチャ
- 鉄腕アトム (アニメ第2作)（リビアン）※横山啓子と誤表記
- 伝説巨神イデオン（1980年 - 1981年、フォルモッサ・リン）
- とんでも戦士ムテキング（サユリ）
- ニルスのふしぎな旅（村の少年、マッツ）
- 燃えろアーサー 白馬の王子（リリー）

1981年
- 愛の学校クオレ物語（プレコシ）
- あしたのジョー2
- うる星やつら（1981年 - 1983年、テンの母〈初代〉他）
- 最強ロボ ダイオージャ（クッキル）
- タイガーマスク二世（1981年 - 1982年、ジーナ）
- 忍者ハットリくん（オヒメ、ゆき 、カナ子）
- まいっちんぐマチコ先生（小倉シンイチ、サユリ）
- 名犬ジョリィ（アンジェリーナ）

1982年
- おちゃめ神物語コロコロポロン（メドゥーサー、ヒュポリュテ）
- 怪物くん（林ミカ）
- ゲームセンターあらし（松本すみれ〈初代〉）
- The・かぼちゃワイン（1982年 - 1984年、朝丘夏美 / エル）
- さすがの猿飛（祥子、淳子）
- 釣りキチ三平（文子）
- パタリロ!（マリオン）
- プロゴルファー猿（紅蜂） - 単発版のみ。レギュラー版では平野文に変更
- まんが 水戸黄門
- 野生のさけび

1983年
- 亜空大作戦スラングル（ルイーズ、テレシア）
- 銀河烈風バクシンガー（ナターシャ）
- スプーンおばさん（リトルボン、ヂン、パー、ルゥ）
- パーマン（テレビ朝日版）（カスミ、スミレのママ）
- フクちゃん（松原つよし）
- みゆき（小春）
- 未来警察ウラシマン（ソフィア）

1984年
- オヨネコぶーにゃん（ゆでたうずら）
- 超攻速ガルビオン（レイ・緑山）
- 名探偵ホームズ（エレン）
- らんぽう（エタビラ姫）

1985年
- 悪魔島のプリンス 三つ目がとおる（パンドラ）
- オバケのQ太郎（第3作）（O次郎）
- 星銃士ビスマルク（ロイ）
- 炎のアルペンローゼ（クララ）

1987年
- アニメ三銃士（シャルロット）
- エスパー魔美（1987年 - 1989年、佐倉魔美）
- レディレディ!!（緑川美鈴）

1988年
- シティーハンター2（赤松久美）

1989年
- それいけ!アンパンマン（マスカット姫〈初代〉）
- ドラゴンボール（アンニン）

1990年
- ガタピシ（ガタピシ）
- 機動警察パトレイバー（熊耳武緒）

1992年
- サザエさん（ふぉるてしも・ぴっころ）※磯野家のテレビから「にこにこぷん」が流れていた時のみ登場

1994年
- BLUE SEED（若葉）

2011年
- 日常（ナレーション）

### 劇場アニメ
1980年
- ドラえもん のび太の恐竜（ピー助）

1982年
- 伝説巨神イデオン 接触篇/発動篇（リン）
- 忍者ハットリくん ニンニン忍法絵日記の巻（お姫）
- セロ弾きのゴーシュ（野ねずみの子・ヴィオラの娘）

1984年
- The・かぼちゃワイン ニタの愛情物語（朝丘夏美 / エル）
- ドラえもん のび太の魔界大冒険（ドラミ）
- 忍者ハットリくん+パーマン 超能力ウォーズ（お姫）

1985年
- 忍者ハットリくん+パーマン 忍者怪獣ジッポウVSミラクル卵（お姫）

1986年
- オバケのQ太郎 とびだせ! バケバケ大作戦（O次郎）
- 天空の城ラピュタ（シータ）

1987年
- オバケのQ太郎 とびだせ! 1/100大作戦（O次郎）

1988年
- エスパー魔美 星空のダンシングドール（佐倉魔美）
- ドラえもん のび太のパラレル西遊記（ドラミ）

1989年
- アニメ三銃士 アラミスの冒険（カトリーヌ）
- ドラミちゃん ミニドラSOS!!!（ドラミ）

1990年
- 海だ!船出だ!にこにこぷん（ぴっころ）

1991年
- とべ!くじらのピーク（マイラ）
- ドラミちゃん アララ♥少年山賊団!（ドラミ）

1993年
- ドラミちゃん ハロー恐竜キッズ!!（ドラミちゃん）

1994年
- ドラミちゃん 青いストローハット（ドラミ）

1995年
- 2112年 ドラえもん誕生（ドラミ）

1996年
- ドラミ&ドラえもんズ ロボット学校七不思議!?（ドラミ）

1997年
- ドラえもん のび太のねじ巻き都市冒険記（ウッキー）

1998年
- 帰ってきたドラえもん（ドラミ）

2001年
- ドラミ&ドラえもんズ 宇宙ランド危機イッパツ!（ドラミ）

2018年
- 劇場版 はいからさんが通る 後編 〜花の東京大ロマン〜（ナレーション）

### OVA
- 軽井沢シンドローム（1985年、久野縁）
- ジャスティ（1985年、ジェルナ・フレアスター）
- New Story of Aura Battler DUNBINE（1988年、シルキー・マウ）
- 極黒の翼バルキサス（1989年、リアン）
- 機動警察パトレイバー（1990年、熊耳武緒[40]）
- プラスチックリトル（1994年、メイ・リン・ジョーンズ）

### ゲーム
1992年
- ドラえもん のび太のドラビアンナイト（ドラミ） - SUPER CD-ROM2版

1993年
- 機動警察パトレイバー 〜グリフォン篇（熊耳武緒）

1995年
- ドラえもん4 のび太と月の王国（ドラミ）
- ドラえもん 友情伝説ザ・ドラえもんズ（ドラミ）

1997年
- ロックマンDASHシリーズ（ロール・キャスケット、エデン） - 3作品

2000年
- 機動警察パトレイバー 〜ゲームエディション〜（熊耳武緒）
- ドラえもん3 のび太の町SOS!（ドラミ）

2001年
- キッズステーション ドラえもん ひみつのよじげんポケット（ドラミ）

2005年
- NAMCO x CAPCOM（ロール・キャスケット）

2018年
- スーパーロボット大戦シリーズ（2018年 - 2024年、シルキー・マウ） - 3作品

2021年
- ロックマンX DiVE（ロール・キャスケット）

### 吹き替え

#### 映画
- エアポート'75（ジャニス・アボット〈リンダ・ブレア〉）
- 怪奇!吸血人間スネーク（キティ・スチュワート〈キャスリーン・キング〉）
- 華麗なる大泥棒 ※日本テレビ版
- がんばれ!ベアーズ（アマンダ〈テータム・オニール〉）※テレビ朝日版
- 黒馬物語
- コイサンマン（アン） ※ビデオ版（「マーシーのファミリー吹替版」）
- サウンド・オブ・ミュージック（リーズル）※テレビ朝日版・フジテレビ版
- サスペリアPART2（オルガ〈ニコレッタ・エルミ〉）※TBS版
- 13日の金曜日（マーシー）※テレビ朝日版
- ザ・カンニング/アルバイト情報（クロディーヌ/エレーヌ）
- ピンク・キャデラック（ルー・アン・マクグイン〈バーナデット・ピーターズ〉）※テレビ版
- Mr.Boo!ギャンブル大将（プウ）
- ラストコンサート（ステラ）※テレビ版、DVD収録
- リトル・モー（モーリーン・コノリー）
- リベンジ（ミリア・メンデス〈マデリーン・ストウ〉）
- レ・ミゼラブル（コゼット〈キャロライン・ラングリッシュ〉）

#### ドラマ
- ウルトラマンG
- サラの夏休み（ワンダ〈ベティ・アン・カー〉）
- 新黒馬物語（ジェニー〈スティシー・ドーニング〉）
- ナイトライダー シーズン2 #13（キャサリン・グレンジャー〈ダフネ・リー・アッシュブルック〉）
- パイパー農園SOS!（ヘレン〈ルーシー・ゴレル・バーンズ〉[41]）

#### アニメ
- イウォーク物語（ラターラ）※VHS版
- スヌーピーとチャーリーブラウン（ライナス・ヴァンペルト）
- タンタンの長編アニメーション映画 湖底のひみつ基地（ニコ）
- ファン・アンド・ファンシー・フリー（ハープ（台詞）、ルアナ・パットン）※TBS版

### 特撮
- バトルフィーバーJ 第15・16話（1975年、ダイアン・マーチン / ミスアメリカの声）※小牧リサの代役

### テレビドラマ
- 花ぐるま（1974年 NHK） - 養成所に入って最初の仕事。島田陽子が演じる主役の妹役[42]。
- 伝七捕物帳　第83話「母と名乗れぬ忍ぶ草」（1975年、日本テレビ / ユニオン映画）（お咲）
- 特別機動捜査隊　第750話「家出の季節」(1976年、NET / 東映)（ナオミ）
- 絹の家（1976年 TBS ポーラテレビ小説）

### テレビ番組
- にこにこぷん（おかあさんといっしょ内）（ふぉるてしも・ぴっころ）
  - ビデオ おかあさんといっしょ
  - ビデオ にこにこ・ぷんのこうつうあんぜん
  - ビデオ にこにこ、ぷんの英語教室
  - ビデオ にこにこ、ぷんのかずとあそぼう
  - ヒデオ にこにこ、ぷんのことばあそび
  - おかあさんといっしょのコンサート
  - 紅白歌合戦（1987年、1999年）
  - 母と子のテレビタイム（1992年）
  - ひらけ!ポンキッキ（1992年）
  - クイズ百点満点（1993年）
  - あさごはんだいすき!
  - にこにこぷんがやってきた!
  - あつまれ!キッズソング50〜スプー・ワンワン 宇宙の旅〜
  - ワンワンパッコロ!キャラともワールド
  - おかあさんといっしょスペシャルステージ2012　みんないっしょに!ファンファンスマイル
- クイズタイムショック（1984年） - 1984年3月29日放送で回答者として出場
- クイズ面白ゼミナール（NHK総合、1985年11月10日放送） - パネラー

### CM
- エメロンミンキーリンス（ライオン油脂 1975年） - 宣伝タレントのアグネス・ラムの吹き替え（二代目）[43]。
- ポケットザウルスプレゼント（ライオン・1986年、ハミガキ・ハブラシ製品の懸賞）
- タカラ本みりん（宝ホールディングス）
- マクドナルド（バーディ〈初代〉）
- 東芝かくれんぼ換気扇（東芝 1984年）
- LEVORG（SUBARU×金曜ロードショー 2022年08月12日）

### その他のコンテンツ
- 愛の戦士ヘッドロココイメージアルバム（愛然かぐや）
- ドラえもん&キテレツ大百科「コロ助のはじめてのおつかい」（O次郎）
- ドラえもん&Fキャラオールスターズ ゆめの町、Fランド（佐倉魔美、O次郎）[44]
- 東京ディズニーランド
  - ピーターパン空の旅（ナナ）
- YouTube
  - ぴっころちゃんねる（ぴっころ）

## 関連人物
以下の人物は同郷かつ同じ大学の学科の卒業生である。
- 高井正憲 - 元テレビ朝日アナウンサー、現サンミュージックプロダクション所属フリーアナウンサー。
- 高坂元巳 - 新潟放送元アナウンサー、新潟市北区文化会館館長。
- 石塚かおり - 新潟放送アナウンサー。